# A magyar labdarúgó-válogatott mérkőzései 1905-ben
A magyar labdarúgó-válogatott 1905-ben egyetlen mérkőzést vívott, Ausztria ellen.
- Szövetségi kapitány: Stobbe Ferenc

## Eredmények
| 7. mérkőzés 1905. április 9. | Magyarország | 0 – 0 | Ausztria | Millenáris-pálya, Budapest Nézőszám: 6 500 Játékvezető: Herczog Ede (HUN) |
| 7. mérkőzés 1905. április 9. | Részletek    |       |          | Millenáris-pálya, Budapest Nézőszám: 6 500 Játékvezető: Herczog Ede (HUN) |

## Nem hivatalos mérkőzés
| 1905. október 1. | Magyarország              | 11 – 1    | Prvi Nogometni i Sportski klub Zagreb | Margitszigeti-pálya, Budapest Nézőszám: ? Játékvezető: ? |
| 1905. október 1. | Oldal ?' Weisz ?' Roóz ?' | Részletek | ? ?'                                  | Margitszigeti-pálya, Budapest Nézőszám: ? Játékvezető: ? |

## Lásd még
- A magyar labdarúgó-válogatott mérkőzései (1902–1929)
- A magyar labdarúgó-válogatott mérkőzései országonként